# Pablo Palazuelo
Pablo Palazuelo (* 6. Oktober 1916 in Madrid; † 3. Oktober 2007 ebenda) war ein spanischer Maler und Bildhauer. Er gilt als einer der wichtigsten abstrakten Maler des 20. Jahrhunderts; er war vor allem in Spanien weithin bekannt.

## Leben
Palazuelo begann in Madrid und Oxford mit einem Architekturstudium. Ab 1939 widmete er sich ausschließlich der Malerei und Bildhauerei. Aufgrund der Diktatur Francos verließ er 1948 Spanien in Richtung Frankreich. Im gleichen Jahr konnte er zusammen mit seinem Freund Eduardo Chillida seine abstrakten Bilder zum ersten Mal in Paris ausstellen. Erst 1969 kehrte er wieder in sein Heimatland zurück. Palazuelo starb im Oktober 2007, drei Tage vor seinem 91. Geburtstag in Madrid.

## Ausstellungen
- 2007 Museo Guggenheim Bilbao (Palazuelo Working Process)

## Auszeichnungen
- 1952 Premio Kandinsky
- 1958 Premio Carnegie
- 1982 Medalla de Oro de Bellas Artes
- 2004 Velázquez-Preis (höchste Auszeichnung für bildende Künstler in Spanien)

| Personendaten    | Personendaten                  |
| ---------------- | ------------------------------ |
| NAME             | Palazuelo, Pablo               |
| KURZBESCHREIBUNG | spanischer Maler und Bildhauer |
| GEBURTSDATUM     | 6. Oktober 1916                |
| GEBURTSORT       | Madrid                         |
| STERBEDATUM      | 3. Oktober 2007                |
| STERBEORT        | Madrid                         |